# Artillerie-kampement
Het Artillerie-kampement ook genaamd Kamp 2, Het nieuwe kamp of het TANIA-Kamp (Tot Amerika Nederlands-Indië Aanvalt) in Tjilatjap, fungeerde tijdens de Japanse bezetting van Nederlands-Indië in de periode van 15 maart 1942 tot 5 februari 1943 als interneringskamp.
Het Artillerie-kampement lag aan de kust en direct achter het Fort. Het kampement bestond uit net nieuw gebouwde barakken inclusief het Militair Hospitaal.